# Калинин, Вениамин Васильевич
Вениамин Васильевич Калинин (13 октября 1914, Мелехово, Ярославская губерния — 1994, Харьков) — советский военачальник, генерал-майор.

## Биография
Родился в 1914 году в деревне Мелехово (ныне — в Головинском сельском поселении, Угличский район, Ярославская область).
В РККА с ноября 1936 года.
Участник советско—финской войны 1939—1940 годов, за боевые отличия в которой был награжден орденом Красного Знамени.
Член ВКП(б) с 1939 года.
В Великой Отечественной войне с первых дней воевал на различных командных должностях на Карельском фронте, с мая 1942 года командовал 2-м танковым батальоном 56-й танковой бригады 3-й танковой армии. на Воронежском фронте переименованного в октябре 1943 года в 1-й Украинский фронт, где командовал мотоциклетным батальоном, а затем 50-м отдельным мотоциклетным Киевско-Берлинским ордена Богдана Хмельницкого полком 3-й гвардейской танковой армии, с которым освобождал Прагу.
За освобождение Праги был персонально упомянут в благодарственном в приказе Верховного Главнокомандующего
После войны много лет служил в Вооруженных Силах СССР. С 13 декабря 1955 по 29 июля 1957 года командовал 38-й гвардейской механизированной дивизией в ГСВГ. В 1962—1970 годах возглавлял Харьковский облвоенкомат.
В отставке — генерал-майор.
Жил в Харькове. Работал в харьковском ДОСААФ.
С 1990 по 1994 годы возглавлял комитет ветеранов военной службы и правоохранительных органов в харьковской областной организации ветеранов Украины.

## Награды
- четыре ордена Красного Знамени (22.03.1940, 11.02.1945, 16.05.1945, 30.12.1956[6])
- орден Кутузова III степени (05.02.1944)
- орден Отечественной войны I степени (06.04.1985[7])
- орден Отечественной войны II степени (08.08.1943)
- два ордена Красной Звезды (08.08.1944, 19.11.1951[6])
  - Медали СССР в т.ч:
  - «За боевые заслуги» (05.11.1946[6])
  - «За оборону Советского Заполярья»
  - «За победу над Германией»
  - «За взятие Берлина»
  - «За освобождение Варшавы»
  - «Ветеран Вооружённых Сил СССР»

Других стран:
- Военный крест (ЧССР)
- Дукельская памятная медаль (ЧССР)

## Память
- Автор воспоминаний в главах книги «Т-34: путь к Победе : Воспоминания танкостроителей и танкистов» / Сост. К. М. Слободин, В. Д. Листровой; Предисловие А. А. Епишева. — X.: Прапор, 1985. — 235 с.[8]
- Совместно с генерал-майором Макаренко Д. Г. написал книгу «Герои подвигов на Харьковщине» (1970)[9].